# Немая любовь (фильм, 1971)
«Немая любовь» (кит. трад. 啞吧與新娘, пиньинь Yǎba yǔ xīnniáng, буквально: «Немой и молодая жена», англ. The Silent Love) — гонконгский фильм 1971 года студии Shaw Brothers, снятый режиссёром Юэ Фэном с популярными актёрами 1960-1970-х годов Айви Лин По и Цзинь Фэном в заглавных ролях.

## Сюжет
Молодая жена терпит унижения и побои от своего неверного и жестокого мужа. Её жизнь была бы совсем ужасна, если бы не глухонемой «деревенский дурачок», которого все называют просто Немой. Втайне влюбленный в неё, Немой делает все, что в его силах, чтобы улучшить её жизнь, вплоть до открытых конфликтов с её мужем. Однако его доброе сердце в итоге ввергает его в беду, когда он, вытащив свою любовь из пожара, поддается на мольбы родителей своего недруга и возвращается в огонь за ним.

## В ролях
- Айви Лин По — Кэ Сюци
- Чжан Пэйшань — её муж Лай Цзиньхо
- Цзинь Фэн — Немой
- Фан Мянь — господин Лай, отец Цзиньхо
- Лам Вайчан — мать Цзиньхо
- Лау Фань — дядя Цзиньхо
- Юнь Сам — приёмный отец Немого
- Лин Лин — А Мань
- Чань Иньчау — А Чжэнь
- Ай Цзайцай — врач
- Нам Вайлит, Чоу Сиулой — полицейские

## Оценка киноинституциями и критиками
- 1971 — спецпремия Golden Horse за выдающееся мастерство исполнения (優秀演技特別獎) — Цзинь Фэн[1][2]